# Haplocarpha parvifolia
Haplocarpha parvifolia là một loài thực vật có hoa trong họ Cúc. Loài này được (Schltr.) Beauverd mô tả khoa học đầu tiên.